# Манипури (језик)
Манипури или меитеи је тибето-бурмански језик, иначе главни и званични језик државе Манипур у североисточној Индији. Говори се још у држави Асам, Бангладешу и Мјанмару.
До 18. века, манипури је писан сопственим писмом (метеи-мајек). Касније је за писање кориштено бенгалско писмо. 
Манипури је признат 1992. као званични језик Манипура и Индије. Данас се изучава на индијским универзитетима.